# Bruno Melo
Bruno Ferreira Melo (Paracuru, 26 de outubro de 1992), mais conhecido como Bruno Melo, é um futebolista brasileiro que atua como zagueiro e lateral-esquerdo. Atualmente joga pelo Coritiba, emprestado pelo Fortaleza.

## Carreira

### Fortaleza
Nascido em Paracuru, Ceará, formou-se no Fortaleza. Para a temporada de 2011, foi emprestado ao Maracanã  e fez sua estreia profissional em 7 de abril daquele ano, jogando em uma vitória por 1-0 em casa contra o São Benedito pelo Campeonato Cearense Série B. Após o término do empréstimo, Bruno voltou ao Fortaleza e foi designado para o elenco sub-20. Antes da campanha de 2012, foi emprestado para o Quixadá; em sua estreia em 10 de março, ele marcou o segundo gol na vitória por 2-1 fora de casa contra o Limoeiro.
Depois de mais uma passagem por empréstimo no Paracuru, Bruno voltou ao Fortaleza e foi escalado para o elenco principal, mas não conseguiu jogar. Em 2014, cumpriu empréstimos no Quixadá, Nova Russas e Atlético Cearense, vencendo a terceira divisão do Cearense com este último. De volta ao Leão, fez sua estreia pelo clube em 14 de janeiro de 2015, começando no empate por 0-0 fora de casa contra o Quixadá pelo Cearense daquele ano. Reserva nas duas primeiras temporadas, ele só começou a aparecer regularmente a partir da temporada de 2017.
Bruno marcou seus primeiros gols pelo Fortaleza em 4 de março de 2017, marcando dois gols na vitória por 5-0 sobre o Itapipoca, também pelo campeonato estadual. Ele também foi titular indiscutível na Série C daquele ano, contribuindo com seis gols no retorno de seu time à Série B após uma ausência de nove anos; destaques incluíram vitória fora de casa por 2-0 contra o Botafogo-PB e no empate por 2-2 no Sampaio Corrêa. Em 30 de novembro de 2017, Bruno renovou seu contrato até 2020.  Ele estreou na segunda divisão no dia 14 de abril seguinte, começando em uma derrota por 2-1 em casa para o Guarani. Bruno marcou seu primeiro gol na Série B em 18 de abril de 2018, marcando o primeiro gol de pênalti na vitória por 2 a 0 fora de casa contra o Boa Esporte. Ele terminou a campanha com 30 jogos, todos como titular, e contribuiu com sete gols na promoção da sua equipe à Série A. Em 2021, Fortaleza renovou seu contrato até 2023.

### Corinthians
Em janeiro de 2022, foi anunciado como novo reforço Corinthians, por empréstimo valido até dezembro. Em 20 de janeiro, foi apresentado. Fez a sua estreia com a camisa do Corinthians no dia 19 de fevereiro, em um empate por 1-1 contra o Botafogo-SP, no Estádio Santa Cruz, pelo Campeonato Paulista 2022. Em 16 de novembro, foi confirmado o retorno do lateral para o Fortaleza ao final de seu contrato de empréstimo.

## Estatísticas

### Clubes
Abaixo estão listados todos os jogos, gols e assistências do futebolista por clubes.
| Clube             | Temporada         | Campeonato nacional | Campeonato nacional | Campeonato nacional | Copa nacional | Copa nacional | Copa nacional | Competições continentais | Competições continentais | Competições continentais | Outros torneios | Outros torneios | Outros torneios | Total | Total | Total   |
| Clube             | Temporada         | Jogos               | Gols                | Assist.             | Jogos         | Gols          | Assist.       | Jogos                    | Gols                     | Assist.                  | Jogos           | Gols            | Assist.         | Jogos | Gols  | Assist. |
| ----------------- | ----------------- | ------------------- | ------------------- | ------------------- | ------------- | ------------- | ------------- | ------------------------ | ------------------------ | ------------------------ | --------------- | --------------- | --------------- | ----- | ----- | ------- |
| Fortaleza         | 2015              | 1                   | 0                   | 0                   | 1             | 0             | 0             | —                        | —                        | —                        | 5               | 0               | 0               | 7     | 0     | 0       |
| Fortaleza         | 2016              | 4                   | 0                   | 0                   | 1             | 0             | 0             | —                        | —                        | —                        | 7               | 0               | 0               | 12    | 0     | 0       |
| Fortaleza         | 2017              | 22                  | 6                   | 0                   | —             | —             | —             | —                        | —                        | —                        | 12              | 2               | 0               | 34    | 8     | 0       |
| Fortaleza         | 2018              | 30                  | 7                   | 0                   | —             | —             | —             | —                        | —                        | —                        | 14              | 3               | 0               | 44    | 10    | 0       |
| Fortaleza         | 2019              | 14                  | 3                   | 3                   | 1             | 0             | 0             | —                        | —                        | —                        | 10              | 0               | 0               | 25    | 3     | 3       |
| Fortaleza         | 2020              | 24                  | 2                   | 1                   | 2             | 0             | 0             | 2                        | 0                        | 0                        | 13              | 3               | 0               | 41    | 5     | 1       |
| Fortaleza         | 2021              | 21                  | 1                   | 0                   | 7             | 0             | 0             | —                        | —                        | —                        | 11              | 2               | 1               | 39    | 3     | 1       |
| Fortaleza         | Total             | 116                 | 19                  | 4                   | 12            | 0             | 0             | 2                        | 0                        | 0                        | 72              | 10              | 1               | 202   | 29    | 5       |
| Maracanã          | 2011              | —                   | —                   | —                   | —             | —             | —             | —                        | —                        | —                        | 5               | 0               | 0               | 5     | 0     | 0       |
| Maracanã          | Total             | —                   | —                   | —                   | —             | —             | —             | —                        | —                        | —                        | 5               | 0               | 0               | 5     | 0     | 0       |
| Quixadá           | 2012              | —                   | —                   | —                   | —             | —             | —             | —                        | —                        | —                        | 13              | 3               | 0               | 13    | 3     | 0       |
| Quixadá           | 2014              | —                   | —                   | —                   | —             | —             | —             | —                        | —                        | —                        | 14              | 1               | 0               | 14    | 1     | 0       |
| Quixadá           | Total             | —                   | —                   | —                   | —             | —             | —             | —                        | —                        | —                        | 27              | 4               | 0               | 27    | 4     | 0       |
| Paracuru          | 2012              | —                   | —                   | —                   | —             | —             | —             | —                        | —                        | —                        | 7               | 0               | 0               | 7     | 0     | 0       |
| Paracuru          | Total             | —                   | —                   | —                   | —             | —             | —             | —                        | —                        | —                        | 7               | 0               | 0               | 7     | 0     | 0       |
| Nova Russas       | 2014              | —                   | —                   | —                   | —             | —             | —             | —                        | —                        | —                        | 12              | 3               | 0               | 12    | 3     | 0       |
| Nova Russas       | Total             | —                   | —                   | —                   | —             | —             | —             | —                        | —                        | —                        | 12              | 3               | 0               | 12    | 3     | 0       |
| Atlético Cearense | 2014              | —                   | —                   | —                   | —             | —             | —             | —                        | —                        | —                        | 6               | 1               | 0               | 6     | 1     | 0       |
| Atlético Cearense | Total             | —                   | —                   | —                   | —             | —             | —             | —                        | —                        | —                        | 6               | 1               | 0               | 6     | 1     | 0       |
| Corinthians       | 2022              | 7                   | 0                   | 0                   | 2             | 0             | 0             | 2                        | 0                        | 0                        | 2               | 0               | 0               | 13    | 0     | 0       |
| Corinthians       | Total             | 7                   | 0                   | 0                   | 2             | 0             | 0             | 2                        | 0                        | 0                        | 2               | 0               | 0               | 13    | 0     | 0       |
| Total na carreira | Total na carreira | 124                 | 19                  | 4                   | 14            | 0             | 0             | 4                        | 0                        | 0                        | 131             | 18              | 1               | 272   | 37    | 5       |

- a. ^ Jogos da Copa do Brasil
- b. ^ Jogos da Copa Sul-Americana e Copa Libertadores
- c. ^ Jogos do Campeonato Cearense, Copa do Nordeste, Copa dos Campeões Cearenses e Campeonato Paulista

## Títulos

### Goiás
- Copa Verde: 2023

### Fortaleza
- Campeonato Brasileiro - Série B: 2018
- Campeonato Cearense: 2015, 2016, 2019, 2020 e 2021
- Copa do Nordeste: 2019
- Copa dos Campeões Cearenses: 2016 e 2017

### Atlético Cearense
- Campeonato Cearense - Série C: 2014